# 劉韻
劉韻（1941年—），本名劉桂蘭，綽號「小調歌后」，是一位出身北京的華語流行樂歌手。她的代表作有《加多一點點》、《知道不知道》、《姑娘十八一朵花》等。她與夏丹（劉桂華）及華娃（劉淑雯）是親姊妹。其父是國民黨將軍劉武。

## 生平

### 早年生活
劉韻的父母共生有九個孩子；由於她是家中五姊妹排行第三位，她又被稱作「劉三姐」。

### 職業生涯
1958年，劉韻受姚敏推薦入香港百代公司灌錄唱片；稍後，劉韻以演唱《姑娘十八一朵花》聞名華語地區。
此後，劉韻更因擅長演唱小調歌曲而被稱作「小調歌后」。此外，劉韻也曾為邵氏與電懋（國泰）等電影公司的黃梅調電影擔任幕後代唱。

## 家庭
劉韻與丈夫王遜育有王慧莉（藝名王渭妮）等三個女兒；他們曾參加過華娃兒童合唱團，並聯同黃霑與華娃的子女一同灌錄《跳飛機》和《機靈小和尚》等兒童節目及卡通片的主題曲。
長女王慧莉於1989年以藝名王渭妮與方樹梁組成電子跳舞節拍的二人民歌組合「風之Group」並担任主唱，1989年推出唯一一張大碟「迷城少女心」，其爽朗聲線和不俗唱功令人留下深刻印象。風之Group在民主歌聲獻中華中演唱了《我這樣過了一天》一曲。

## 外部鏈結
- 劉韻的歷年專輯與介紹- KKBOX（页面存档备份，存于）
- 劉韻Albums: songs, discography, biography, and listening guide ...